# Comuna Gălbinași, Buzău
Gălbinași (în trecut, Tăbărăști) este o comună în județul Buzău, Muntenia, România, formată din satele Bentu, Gălbinași (reședința) și Tăbărăști.

## Istoric
La sfârșitul secolului al XIX-lea, comuna făcea parte din plasa Câmpul a județului Buzău, și avea în componență satele Bentu, Gălbinași, Tăbărăștii Noi și Tăbărăștii Vechi (ultimul fiind reședința), în total având 1640 de locuitori. În comună funcționau 3 biserici și o școală în cătunul Gălbinași. În 1925, Anuarul Socec o consemnează în aceași plasă și cu aceeași componență, având 2350 de locuitori. Satul Bentu s-a separat de comună, formând în 1931 comuna Bentu, împreună cu satul Poșta.
În 1950, comunele Bentu și Tăbărăști au devenit parte a raionului Buzău, din regiunea Buzău și apoi, după 1952, din regiunea Ploiești. În 1968, comuna a fost rearondată județului Buzău, reînființat, cu această ocazie satele Tăbărăștii Noi și Tăbărăștii Vechi fiind unite sub numele de Tăbărăști, iar comuna luându-și numele de Gălbinași; comuna Bentu a fost atunci desființată, iar satul Bentu a revenit la comuna Gălbinași.

## Geografie
Comuna Gălbinași este amplasată in partea de sud-est a județului Buzău, într-o zona de câmpie, fiind în zona de influență a râurilor Buzău și Călmățui. Comuna este străbătută de șoseaua națională DN2B, care leagă Buzăul de Brăila, șosea din care se ramifică pe teritoriul comunei drumul județean DJ204D, care o leagă de Țintești. Prin comună trece și calea ferată Buzău–Brăila, pe care este deservită de stațiile Tăbărăști, Tăbărăști Sud și Bentu.
Din punct de vedere geografic teritoriul comunei reprezintă o zonă de pietrișuri și nisipuri, aparținând bazinului hidrografic al Buzăului, sub influența râului Călmățui. Pietrișurile existente sub nisipurile actuale sunt de tip carpatic și subcarpatic, ceea ce dovedește că pe aici a curs cândva râul Buzău. Altitudinea în zona comunei Gălbinași are valori cuprinse între 65 și 75 m, valoarea maximă fiind de 77,9 m la Tăbărăști. Teritoriul comunei aparține structurii geomorfologice majore Câmpia Română Orientală, respectiv partea centrală a acesteia, zona situată în lunca comună a râurilor Buzău și râului Călmățui denumită Câmpia Buzău-Călmățui. 

### Clima
Sub aspect climatologic temperatura medie multianuală este de +10 grade C, maxima absolută fiind de +39.8 grade C, iar minima absolută de −29,69 grade C. Precipitațiile medii anuale măsurate sunt în general sărace totalizând 515 mm.

## Demografie
Componența etnică a comunei Gălbinași
     Români (93,46%)
     Alte etnii (0,76%)
     Necunoscută (5,77%)
Componența confesională a comunei Gălbinași
     Ortodocși (93,37%)
     Alte religii (0,43%)
     Necunoscută (6,2%)
Conform recensământului efectuat în 2021, populația comunei Gălbinași se ridică la 4.208 locuitori, în creștere față de recensământul anterior din 2011, când fuseseră înregistrați 4.116 locuitori. Majoritatea locuitorilor sunt români (93,46%), iar pentru 5,77% nu se cunoaște apartenența etnică. Din punct de vedere confesional, majoritatea locuitorilor sunt ortodocși (93,37%), iar pentru 6,2% nu se cunoaște apartenența confesională.

## Politică și administrație
Comuna Gălbinași este administrată de un primar și un consiliu local compus din 13 consilieri. Primarul, Dumitru Dragomir[*], de la Partidul Social Democrat, este în funcție din 2012. Începând cu alegerile locale din 2024, consiliul local are următoarea componență pe partide politice:
|  | Partid                    | Consilieri | Componența Consiliului | Componența Consiliului | Componența Consiliului | Componența Consiliului | Componența Consiliului | Componența Consiliului | Componența Consiliului | Componența Consiliului | Componența Consiliului | Componența Consiliului |
|  | ------------------------- | ---------- | ---------------------- | ---------------------- | ---------------------- | ---------------------- | ---------------------- | ---------------------- | ---------------------- | ---------------------- | ---------------------- | ---------------------- |
|  | Partidul Social Democrat  | 10         |                        |                        |                        |                        |                        |                        |                        |                        |                        |                        |
|  | Partidul Național Liberal | 2          |                        |                        |                        |                        |                        |                        |                        |                        |                        |                        |
|  | Uniunea Salvați România   | 1          |                        |                        |                        |                        |                        |                        |                        |                        |                        |                        |